# Teresa Lorca
Teresa Lorca (nacida el 25 de mayo de 1943 en Sevilla, España;  según otras fuentes 1947) es una actriz y ex bailarina de flamenco española. 
En la década de 1960 se dio a conocer con el papel protagonista de Mari Pepa en La revoltosa (1963), o más tarde, como la princesa azteca Karja en las películas de Robert Siodmak "Der Schatz der Azteken" (Cumbres de violencia / El tesoro de los aztecas) y "Die Pyramide des Sonnengottes" (Los violentos de Río Bravo / La pirámide del dios Sol), entre otras.

## Biografía y carrera
Teresa Lorca trabajó como bailaora de flamenco en Madrid. El productor cinematográfico berlinés Artur Brauner contrató rápidamente a Lorca, a través de su hermano Wolf Brauner, que estaba entre los invitados a una proyección, como actriz para sus planeadas aventuras mexicanas "Der Schatz der Azteken" (Cumbres de violencia / El tesoro de los aztecas) y "Die Pyramide des Sonnengottes" (Los violentos de Río Bravo / La pirámide del dios Sol).
Lorca viajó con su abuela a Dubrovnik, donde tuvo lugar el rodaje. Allí conoció al actor francés Gérard Barray, con quien más tarde se casó. Teresa Lorca y Gérard Barray tuvieron dos hijos. Durante la carrera de su marido, se instaló en Marbella, donde regentó una boutique durante muchos años. 

## Filmografía
- 1963: La revoltosa, de José Díaz Morales.
- 1965: Cumbres de violencia (El tesoro de los aztecas), de Robert Siodmak
- 1965: Los violentos de Río Bravo (La pirámide del dios Sol), de Robert Siodmak
- 1970: Et qu'ça saute!, de Guy Lefranc